# Mathew St. Patrick
Mathew St. Patrick (ur. 17 marca 1968 w Filadelfii, Pensylwania) – amerykański aktor.
Występował w operze mydlanej Wszystkie moje dzieci (1998–2000) i serialu HBO Sześć stóp pod ziemią (2001–2005) jako Keith. Podkładał głos Skulkera (2004) w Danny Phantom. Grał także głównego detektywa w serialu Fox Reunion (2005).